# Linda Greenlaw
Linda Greenlaw (* 22. Dezember 1960 in Connecticut, USA) ist eine US-amerikanische Bestsellerautorin, die sich mit maritimen Themen auseinandersetzt. Zudem ist sie die einzige Kapitänin der Schwertfischfischerei an der Ostküste der Vereinigten Staaten. Greenlaw wurde 1997 in dem Sachbuch The Perfect Storm von Sebastian Junger vorgestellt. 2000 verfilmte der Regisseur Wolfgang Petersen das Buch unter dem gleichen Titel, die deutsche Fassung trug den Namen Der Sturm. Greenlaw war zuvor Kapitänin der Seahawk, deren Kapitän an Bord verstarb.
Als Autorin veröffentlichte sie drei Bücher, die das Leben in der kommerziellen Fischerei beschreiben. Das 1999 erschienene Buch The Hungry Ocean erreichte Platz 2 der New-York-Times-Bestsellerliste und war darin insgesamt drei Monate platziert. 2002 erschienen die Bücher The Lobster Chronicles und All Fishermen Are Liars. Sie wurde 2003 mit dem US Maritime Literature Award ausgezeichnet.
Greenlaw lebt auf der Isle au Haut und ist mit dem Bootsbauer Steve Wessel verheiratet.

## Frühe Jahre
Greenlaw wurde in Connecticut als Tochter von Jim und Martha Greenlaw geboren. Ihr Vater war als Manager für Informationssysteme auf der Werft Bath Iron Works tätig. Sie wuchs in Topsham auf und verbrachte mit ihrer Familie regelmäßig die Sommermonate in der kleinen Ortschaft Isle au Haut, die vor der Küste von Maine liegt und insgesamt 70 Einwohner hat. Greenlaw studierte am Colby College Englisch sowie Staats- und Regierungswissenschaft. Zur Finanzierung ihres Studiums arbeitete sie als Köchin und Matrosin an Bord des Schwertfischbootes Walter Leeman. Zudem erledigte sie in ihrer Freizeit und den Ferien Arbeiten an dem Boot. Nach ihrem Studienabschluss im Jahr 1983 war sie weiterhin für den Besitzer Alden Leeman tätig, der sie, als er 1996 ein zweites Schiff erwarb, als Kapitänin beschäftigte.
Greenlaw schrieb in ihrem Buch The Hungry Ocean: „Es ist keine große Sache, eine Frau zu sein. Ich habe nie Probleme erwartet, die sich aus dem reinen Frausein ergeben und habe auch nie welche erlebt. Ich war überrascht und sogar beschämt über der Anzahl der Menschen, die wirklich erstaunt waren, dass eine Frau in der Lage sein könnte, ein Fischerboot zu führen.“

## Kommerzieller Fischfang
Greenlaw war im Oktober 1991 Kapitänin der Hannah Boden, während die Andrea Gail aufgrund eines Sturmes im Atlantischen Ozean unterging. Die vergeblichen Bemühungen Greenlaws, die Besatzung der Andrea Gail vor dem bevorstehenden Sturm zu warnen, sind in dem Buch The Perfect Storm von Sebastian Junger sowie in der Verfilmung dargestellt. Laut Junger ist Greenlaw nicht nur die einzige Kapitänin in der Schwertfischerei, sondern er zeichnet sie „auch als eine der besten Kapitäne an der gesamten Ostküste“ aus.
1997 ließ sich Greenlaw auf Isle au Haut nieder und erwarb mit der 35 Fuß (ca. 11 m) großen Mattie Belle ein Hummerboot.
Das Provincial Court of Newfoundland verurteilte Greenlaw am 28. Mai 2009 wegen illegaler Einreise und illegalem Fischfang in kanadischen Gewässern und forderte eine Geldstrafe in Höhe von 53.000 CAD, während die Verteidigung auf die Hälfte der geforderten Summe plädierte. Die Richter stellten fest, dass Greenlaw ihre GPS-Ausrüstung nicht beachtet hatte, und legte die Strafe auf 38.000 CAD fest.

## Tätigkeit als Autorin
1999 erschien ihr Erstlingswerk The Hungry Ocean, das von einer einmonatigen Reise auf einem Schwertfischboot und den Herausforderungen, die durch „trügerisches Wetter, unkooperative Fische, eine raue Besatzung und den sich aufbauenden Druck, der durch zehn aufeinander folgenden 21-Stunden-Tage entsteht“, erzählt. Ab 2002 folgten weitere Bücher mit Themen zur Seefahrt.
Zusammen mit ihrer Mutter Martha Greenlaw veröffentlichte sie 2005 und 2011 zwei Kochbücher. Von 2007 bis 2018 folgten vier Geschichten um die fiktive Privatdetektivin Jane Bunker.

## Auszeichnungen
Greenlaw gewann mit ihren Büchern im Jahr 2000 den Alex Award der American Library Association, 2003 den United States Maritime Literature Award und 2004 den New England Book Awards für Sachbücher.

## Werke

### Kochbücher
- Linda Greenlaw, Martha Greenlaw: Recipes from a Very Small Island. Hyperion, 2005, ISBN 1-4013-0073-1
- Linda Greenlaw, Martha Greenlaw: The Maine Summers Cookbook: Recipes for Delicious, Sun-Filled Days. Studio, 2011, ISBN 0-670-02285-3

### Sachbücher
- Das hungrige Meer. Meine Abenteuer als Kapitänin eines Schwertfischfängers. (The hungry Ocean), Econ-Verlag, München 1999, ISBN 978-3-612-26660-6
- Die Hummerchronik. Mein Leben auf einer sehr kleinen Insel. (The Lobster Chronicles: Life on a Very Small Island.). Econ-Verlag, München 2003, ISBN 978-3-471-77267-6
- All Fishermen Are Liars: True Tales from the Dry Dock Bar. Hyperion, 2004, ISBN 0-7868-8878-4
- Seaworthy: A Swordboat Captain Returns to the Sea. Viking Adult, 2010, ISBN 0-670-02192-X

### Erzählungen
- Lifesaving Lessons: Notes from an Accidental Mother. Viking Adult, 2013, ISBN 0-670-02517-8

### Romane

#### Jane Bunker
- Slipknot (#1), Hyperion, 2007, ISBN 0-7868-6678-0.
- Fisherman’s Bend (#2), Hyperion, 2008, ISBN 1-4013-2235-2.
- Shiver Hitch (#3), St. Martin’s Press, 2017, ISBN 1-250-18154-2.
- Bimini Twist, (#4), Minotaur Books, 2018, ISBN 1-250-10758-X.